# Provincia Cádiz
Provincia Cádiz este o provincie în Andaluzia, sudul Spaniei. Capitala este Cádiz.

Diviziunile Provinciei Cadiz